# 73-й Венеційський міжнародний кінофестиваль
73-й щорічний Венеційський міжнародний кінофестиваль проходив з 31 серпня по 10 вересня 2016 року. Стрічку «Ла-Ла Ленд» Демієна Шазелла було обрано фільмом відкриття, а стрічку «Чудова сімка» Антуана Фукуа — фільмом закриття. Журі Міжнародного конкурсу очолив англійський режисер Сем Мендес.
Володарем «Золотого лева» став філіппінський фільм «Жінка, яка пішла» режисера Лава Діаса.

## Перебіг фестивалю
24 червня 2016 року був оприлюднений постер 73-го Венеційського кінофестивалю під назвою «Момент очікування». За словами режисера й художника Симона Мессі, постер символізує найінтригуючий момент у кінематографі — мить очікування перед тим, як на екрані з'являться перші кадри фільму.
У цьому виданні фестивалю був представлений новий проєкт під назвою Венеційський виробничий міст. Новий проєкт призначений для залучення професіоналів галузі та зосередження уваги на оригінальних проєктах для фільмів, Інтернету, серії, віртуальної реальності та роботи, що працює, щоб допомогти їх розвитку та виробництву. Він також має на меті працювати спільно з ринком фільму про Венецію, який розпочався в 2012 році. Такі проєкти, як остаточне скорочення Венеції, мали на меті допомогти фінансувати оригінальні фільми з країн Африки, а ринок фінансування в Венеції зазнає його сфери дії.

## Журі

### Міжнародний конкурс
- Сем Мендес — режисер (голова журі)
- Лорі Андерсон — співачка, композиторка, режисерка
- Джемма Артертон — акторка
- Чжао Вей — акторка
- Лоренцо Віґас — режисер
- Ніна Госс — акторка
- Джанкарло Де Катальдо — письменник
- / Кьяра Мастроянні — акторка
- Джошуа Оппенгаймер — режисер

## Програма
| Лауреат «Золотого лева» виділений окремим кольором. |

### Міжнародний конкурс
| Українська назва          | Оригінальна назва          | Режисер(и)                         | Країна виробництва                                          |
| ------------------------- | -------------------------- | ---------------------------------- | ----------------------------------------------------------- |
| Джекі                     | Jackie                     | Пабло Ларраін                      | США Чилі                                                    |
| Дивовижна спіраль         | Spira Mirabilis            | Массімо Д'Анольфі, Мартіна Паренті | Італія Швейцарія                                            |
| Дика місцевість           | La Region Salvaje          | Амат Ескаланте                     | Мексика Данія Франція Німеччина Норвегія                    |
| Життя                     | Une Vie                    | Стефан Брізе                       | Франція                                                     |
| Жінка, яка пішла          | Ang Babaeng Humayo         | Лав Діас                           | Філіппіни                                                   |
| Мандрівка часу            | Voyage of Time             | Терренс Малік                      | США Німеччина                                               |
| Перо                      | Piuma                      | Роан Джонсон                       | Італія                                                      |
| Погана партія             | The Bad Batch              | Ана Лілі Амірпур                   | США                                                         |
| Почесний громадянин       | El ciudadano ilustre       | Гастон Дюпра, Маріано Кон          | Аргентина Іспанія                                           |
| По чумацькому шляху       | На млијечном путу          | Емир Кустуриця                     | Сербія Велика Британія США                                  |
| Прекрасні дні в Аранхуесі | Les Beaux Jours d'Aranjuez | Вім Вендерс                        | Франція Німеччина                                           |
| Прибуття                  | Arrival                    | Дені Вільньов                      | США                                                         |
| Рай                       | Рай                        | Андрій Кончаловський               | Німеччина Росія                                             |
| Світло між двох океанів   | The Light Between Oceans   | Дерек Сієнфренс                    | США Австралія Нова Зеландія                                 |
| Сірка                     | Brimstone                  | Мартін Кулговен                    | Нідерланди Німеччина Бельгія Франція Велика Британія Швеція |
| Сліпий Христос            | El Cristo ciego            | Крістофер Мюррей                   | Франція Чилі                                                |
| Ла-Ла Ленд                | La La Land                 | Демієн Шазелл                      | США                                                         |
| Нічні тварини             | Nocturnal Animals          | Том Форд                           | США                                                         |
| Франц                     | Frantz                     | Франсуа Озон                       | Франція Німеччина                                           |
| Ці дні                    | Questi giorni              | Джузеппе Піччоні                   | Італія                                                      |

### Поза конкурсом
| Українська назва    | Оригінальна назва     | Режисер(и)         | Країна виробництва |
| ------------------- | --------------------- | ------------------ | ------------------ |
| З міркувань совісті | Hacksaw Ridge         | Мел Гібсон         | США Австралія      |
| Планетаріум         | Planetarium           | Ребекка Злотовськи | Франція Бельгія    |
| Секретний агент     | 밀정                  | Кім Чжі Ун         | Південна Корея     |
| Чудова сімка        | The Magnificent Seven | Антуан Фукуа       | США                |

## Нагороди
Нагороди були розподілені таким чином:

### Офіційні нагороди
Міжнародний конкурс
- «Золотий лев» — «Жінка, яка пішла» (реж. Лав Діас)
- Гран-прі журі — «Нічні тварини» (реж. Том Форд)
- «Срібний лев»:
  - Амат Ескаланте («Дика місцевість»)
  - Андрій Кончаловський («Рай»)
- Кубок Вольпі:
  - Найкращий актор — Оскар Мартінес («Почесний громадянин»)
  - Найкраща акторка — Емма Стоун («Ла-Ла Ленд»)
- Найкращий сценарій — Ной Оппенгайм («Джекі»)
- Спеціальний приз журі — «Погана партія» (реж. Ана Лілі Амірпур)
- Премія ім. Марчелло Мастроянні — Паула Бір («Франц»)